# Thelechoris
Thelechoris là một chi nhện trong họ Dipluridae.